# Whistler Challenger
Il Whistler Challenger è stato un torneo professionistico di tennis giocato su campi in cemento. Faceva parte dell'ATP Challenger Series. Si giocava annualmente a Whistler in Canada.

## Albo d'oro

### Singolare
| Anno | Campione         | Finalista   | Punteggio     |
| ---- | ---------------- | ----------- | ------------- |
| 1990 | Steve DeVries    | Chuck Adams | 3–6, 7–5, 7–5 |
| 1991 | Fabio Silberberg | David Witt  | 7–5, 6–3      |

### Doppio
| Anno | Campioni                                | Finalisti                 | Punteggio |
| ---- | --------------------------------------- | ------------------------- | --------- |
| 1990 | Steve DeVries (1) Patrick Galbraith (1) | Otis Smith Roger Smith    | 7–5, 7–5  |
| 1991 | Steve DeVries (2) Patrick Galbraith (2) | Dave Randall Kenny Thorne | 6–4, 6–4  |